# جيمي تراوري
جيمي تراوري (بالفرنسية: Djimi Traoré)‏ ، من مواليد 1 مارس 1980 في إيل دو فرانس في فرنسا، لاعب كرة قدم مالي.
بدأ مسيرته الكروية مع نادي لافال الفرنسي في عام 1997، ولعب معهم حتى عام 1999، وشارك معهم في 5 مباريات، وفي عام 1999 انتقل إلى نادي ليفربول الإنجليزي، ولعب معهم حتى عام 2006، وشارك معهم في 88 مباراة، وفي موسم 2001/2002 أعير إلى نادي لينس الفرنسي، وشارك معهم في 19 مباراة، وفي موسم 2006/2007 انتقل إلى نادي تشارلتون أثلتك الإنجليزي، ولعب معهم في 11 مباراة، وفي عام 2007 انتقل إلى نادي بورتسموث الإنجليزي.
و قد لعب مع منتخب مالي لكرة القدم بين عامي 2004 و2005، وشارك معهم في 5 مباريات وسجل هدف واحد.

## مسيرته الكروية
لعب جيمي تراوري خلال مسيرته الاحترافية مع 10 أندية في عشرون موسمًا وسجل خلالها هدفين أثنين ضمن 245 مباراة. حيث فاز في ثلاثة مواسم بالكأس ولم يفز بأي دوري.
خاض جيمي تراوري مسيرته مع نادي ستاد لافال في موسم 1997–98 ولمدة موسمين، مشاركًا في 5 مباريات ولم يسجل أي هدف. ثم انتقل إلى نادي ليفربول في موسم 1999–00 في المرة الأولى ولمدة موسمين ثم في موسم 2002–03 ليلعب معه أربعة مواسم، حيث شارك طوالها في 88 مباراة ولم يسجل أي هدف أيضًا. لينتقل بعدها إلى نادي لانس في موسم 2001–02 لمدة موسم واحد، مشاركًا في 19 مباراة ولم يسجل أي هدف أيضًا. ثم انتقل إلى نادي بورتسموث في موسم 2006–07 في المرة الأولى ولمدة موسمين ثم في موسم 2008–09 لمدة موسم واحد، مشاركًا طوالها في 15 مباراة سجل خلالها هدفًا واحدًا. هذا وانتقل لاحقًا إلى نادي ستاد رين في موسم 2007–08 لمدة موسم واحد، مشاركًا في 15 مباراة ولم يسجل أي هدف. ثم انتقل بعدها إلى نادي موناكو في موسم 2009–10 ولمدة موسمين، مشاركًا في 36 مباراة ولم يسجل أي هدف أيضًا. ليعود وينتقل من جديد، لكن هذه المرة إلى نادي أولمبيك مارسيليا في موسم 2011–12 لمدة موسم واحد، مشاركًا في 11 مباراة ولم يسجل أي هدف أيضًا. لينتقل بعدها إلى Seattle Sounders (1994–2008) ‏ في عامي 2013-2015 ولمدة موسمين، مشاركًا في 42 مباراة سجل خلالها هدفًا واحدًا.

## روابط خارجية
- جيمي تراوري على موقع الاتحاد الدولي (مؤرشف)  (الإنجليزية)
- جيمي تراوري على موقع الاتحاد الأوربي (الإنجليزية)
- جيمي تراوري على موقع الدوري الأمريكي (الإنجليزية)
- جيمي تراوري على موقع قاعدة بيانات كرة القدم.إي يو (الإنجليزية)
- جيمي تراوري على موقع ليكيب (الفرنسية)
- جيمي تراوري على موقع ناشيونال فوتبول تيمز (الإنجليزية)
- جيمي تراوري على موقع Soccerbase.com (لاعب) (الإنجليزية)
- جيمي تراوري على موقع Soccerway.com (الإنجليزية)
- جيمي تراوري على موقع عالم كرة القدم.نت (الإنجليزية)
- جيمي تراوري على موقع GSA (الإنجليزية)